# Spell It
|  | Denne artikel er oprettet af botten Steenthbot ud fra en ekstern database. Den kan derfor have sproglige fejl eller mangler. Denne skabelon kan fjernes efter kontrol af indholdet. |

Spell It er en dansk dokumentarfilm fra 2016 instrueret af Amalie Mylenberg Skovengaard og Eva Dam-Hein.

## Handling
Den 9-årige Pasha bor i en lille by i Malawi. Pasha elsker at læse og stave og på trods af sin alder, går hun målrettet efter at få en god uddannelse. I foråret 2016 vandt Pasha Malawis nationale stavekonkurrence - et koncept som er lånt fra de amerikanske spelling bees, hvor børn konkurrerer i at stave svære ord. For første gang afholdes der en fælles afrikansk spelling bee, hvor ni engelsktalende, afrikanske lande stiller med deltagere i alderen 9-15. Som regel er hovedpræmien til stavekonkurrencerne mindre pengepræmier, men til denne konkurrence kan deltagerne vinde et scholarship til et prominent sydafrikansk universitet.
Pasha er den yngste deltager i konkurrencen, men lader sig ikke kue af den svære konkurrence.
'Spell It' er en fortælling om en malawisk pige, hendes ambitioner og drømme og om hvordan man kan stave sig frem i livet.
Det er en kommentar til, hvad uddannelse betyder for et barn i et udviklingsland, hvor en grunduddannelse ikke er en menneskeret, men kun noget der er nogle få forundt.